# Vittorio Ellena

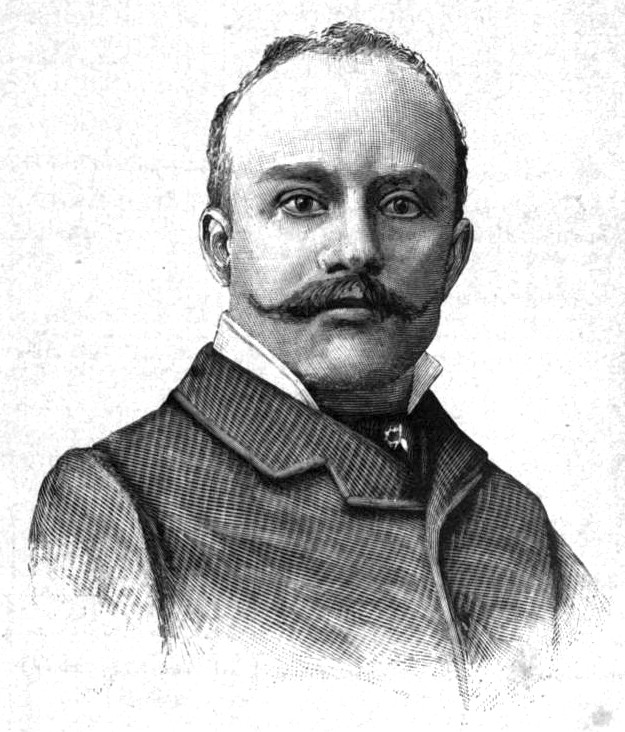
Vittorio Ellena

Vittorio Ellena (* 11. Mai 1844 in Saluzzo; † 19. Juli 1892 in Rom) war ein italienischer Staatsmann.

## Leben
Vittorio Ellena trat als Beamter ins Landwirtschaftsministerium ein, stieg hier infolge seiner hervorragenden administrativen Begabung bald zum Sektionschef auf, wurde 1881 der Generaldirektor der Zölle im Finanzministerium und hatte einen großen Anteil an vielen italienischen Handelsverträgen sowie an der Feststellung des Zolltarifs. 1886 wurde er für Rom in die Abgeordnetenkammer gewählt, wo er bei den Rechtsparteien saß. Vom April 1887 bis Ende 1888 war er Generalsekretär im Ministerium für Landwirtschaft, Industrie und Handel. Am 15. Mai 1892 wurde er Finanzminister im Kabinett von Giovanni Giolitti, legte dieses Amt aber krankheitshalber bereits am 7. Juli 1892 nieder und starb kurz darauf im Alter von nur 48 Jahren in Rom. Sein Amt übernahmen kurz nacheinander Bernardino Grimaldi (7. Juli 1892 bis 24. Mai 1893) und Lazzaro Gagliardo (24. Mai 1893 bis 15. Dezember 1893).